# Forsthaus Moditten

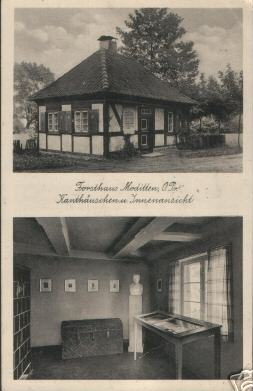
Kants Häuschen beim Forsthaus Moditten. Beides existiert nicht mehr

Das Forsthaus Moditten wurde in Moditten, nordwestlich von Königsberg zwischen Juditten und Metgethen, als Oberförsterei von Schloss Groß Holstein errichtet. Das Forsthaus und Nebengebäude existieren nicht mehr.

## Sekretärshäuschen
Zu der Anlage gehörte – abseits vom eigentlichen Forsthaus – das für den Sekretär des Oberförsters gebaute Sekretärshäuschen mit fast quadratischem Grundriss. Da Immanuel Kant während seiner häufigen Aufenthalte im Forsthaus Moditten dort wohnte und arbeitete, nannte man das Sekretärshäuschen später „Kants Häuschen“. Man betrat das in Fachwerk errichtete, reetgedeckte Häuschen von einem Flur aus, neben dem links eine kleine Küche lag. Ein kleiner Teil des Wohnraums war als Ruheraum abgetrennt. Auf Anregung der Gesellschaft der Freunde Kants wurde das Häuschen 1927/28 durch den Königsberger Architekten Walter Kuhrke als Gedenkstätte um- und ausgebaut. Der Wohnraum war geschmückt mit der Replik einer Kant-Büste von Carl Friedrich Hagemann (1801) und mit Reproduktionen zeitgenössischer Bilder. In einer Vitrine ausgelegt waren Nachbildungen von Handschriften und Buchtiteln Kants sowie das Werk Beobachtungen über das Gefühl des Schönen und Erhabenen. Das Reetdach wurde durch ein Ziegeldach ersetzt.
Kant hat nichts Schriftliches über seine Aufenthalte in jungen Jahren im Forsthaus und Sekretärshäuschen hinterlassen. Ludwig Ernst von Borowski berichtet, Kant wäre öfters dort gewesen. Der im Forsthaus lebende Förster Wobser sei ein Wirt gewesen, wie Kant ihn sich für seinen ländlichen Aufenthalt wünschte, ein Mann mit sehr gutem natürlichen Verstand. In Moditten verfasste Kant die Schrift Beobachtungen über das Gefühl des Schönen und Erhabenen. Es wird berichtet, dass auch seine Freunde Joseph Green, Robert Motherby und Wilhelm Ludwig Ruffmann (1737–1794) dort verkehrten.
Neben Kants Sommerhäuschen wuchs eine gewaltige, unter Naturschutz stehende Linde mit Erinnerungstafel und dem Spruch von Kant: „Die Nacht ist erhaben, der Tag ist schön.“
Das eigentliche Forsthaus Moditten hatte schon lange einen Ausschank und war Ausflugsziel der Königsberger, insbesondere der Studentenschaft. Besonders bekannt war es durch seinen Kopskiekelwein. Das Forsthaus wurde 1921 in desolatem Zustand von Max Roeckner erworben. Er baute es in den 1920er Jahren großzügig aus, mit großem Saal, Tanzsaal und Jagdzimmer. Damit gewann es weiter an Anziehungskraft für Gäste aus Königsberg.
1939 wurde Moditten samt Forsthaus nach Königsberg eingemeindet.
Das Forsthaus Moditten wurde 1944 als Gefechtsstand im äußeren Verteidigungsring um Königsberg umgebaut, mit danebenliegendem Luftschutzbunker. In das Kant-Häuschen kam die Telefonzentrale, nachdem das Inventar in das Königsberger Schloss ausgelagert worden war. Das Forsthaus ging beim Sturm der Roten Armee auf Königsberg Anfang April 1945 unter, nur noch vermutliche Reste des Fundaments bzw. der Befestigung sind vorhanden. Vielleicht wurde es von der Wehrmacht gesprengt. Vom Kant-Häuschen ist überhaupt nichts erhalten.
In der Nähe, im Bereich des früheren Spittelkruges, existiert ein kleiner Neubau. Dieser wird von manchen Russen fälschlicherweise als Kant-Häuschen ausgegeben.

## Siehe auch

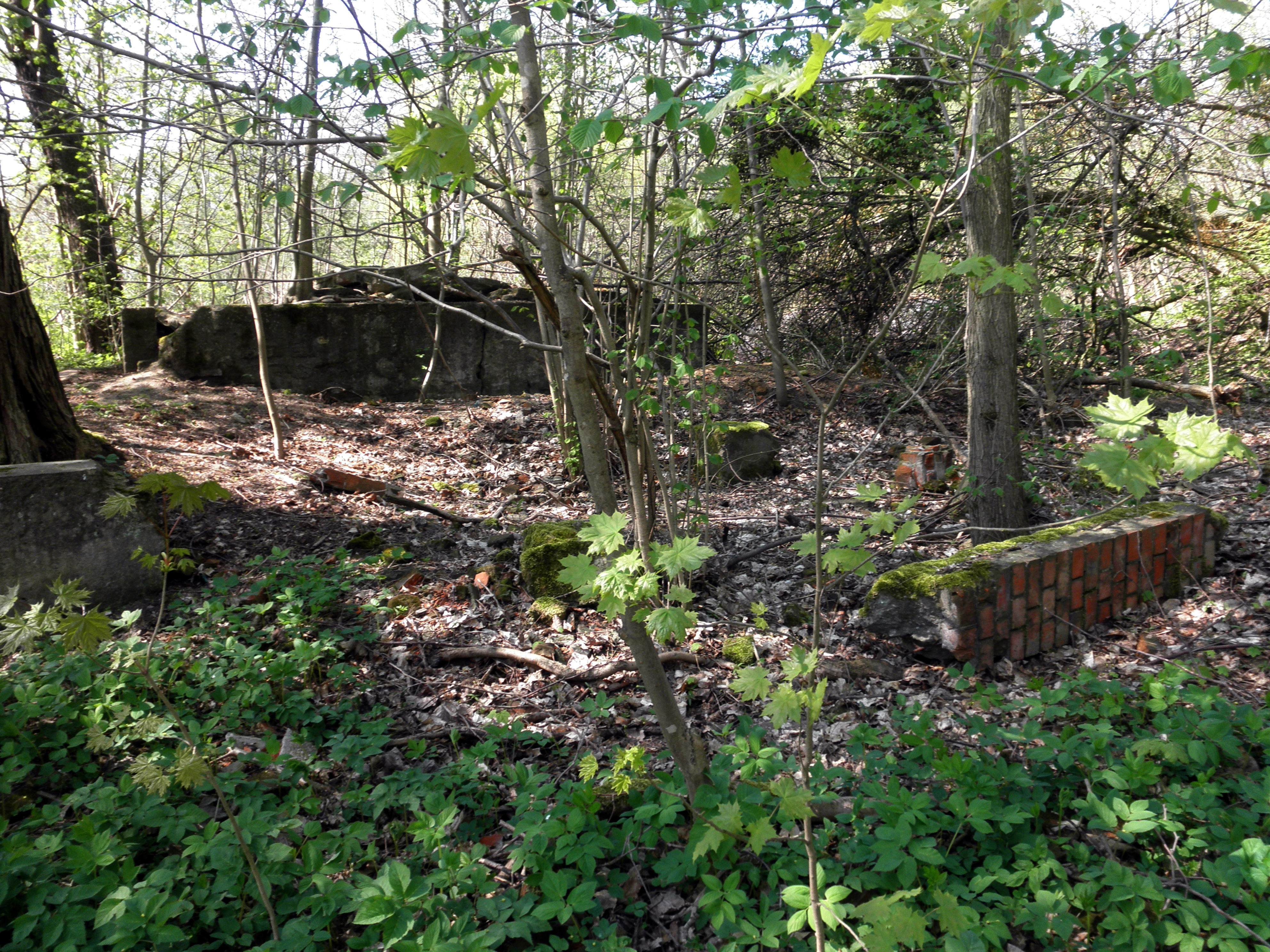
Reste des im Zweiten Weltkrieg befestigten Forsthauses (2014)